# Buena Vista Social Club (documental)

## Sinopsis argumental
En 1996, el compositor, productor y guitarrista Ry Cooder viajó sin éxito a Cuba hasta los Estudios Egrem, en La Habana, interesado en cierta música con ritmos provenientes de África. Esto no le impidió conocer a un grupo de legendarios músicos cubanos, que habían pasado prácticamente al olvido, cuyas edades fluctuaban entre los 60 y 80 años.
Filmado en 1998, este documental registra el regreso de Cooder a Cuba, ocasión en la que se reúne con el vocalista Ibrahim Ferrer y el resto de los músicos para grabar el CD "Buena Vista Social Club", álbum ganador de un Grammy cuyo éxito fue aclamado internacionalmente.
El director de cine Wim Wenders, junto a un reducido grupo de filmación, observó a los músicos en el estudio y rastreó sus vidas en La Habana. Así se dio inicio a este documental, que registra el viaje de los ancianos desde su país natal hasta la ciudad de Ámsterdam -donde ofrecieron dos conciertos-, y que finaliza en Nueva York, con una presentación en el Carnegie Hall.
En una entrevista (vía correo electrónico), concedida al periodista Xavier Quirarte, el director Wim Wenders, enfrentado a la pregunta ¿Cómo fue trabajar con este grupo de ancianos que actuaban como si fueran más jóvenes, incluso niños; con estos músicos que —algunos de ellos— habían sido descartados incluso de la vida, ahora convertidos en superestrellas?, señala "El llegar a la fama mundial de estos músicos en alguna ocasión arruinados es una historia profundamente conmovedora. Tienes razón cuando dices que actuaban como si fueran más jóvenes, ¡caray! Siempre que una de nuestras cámaras filmaba se daban cuenta, pero sin empezar a fingir ni a producirse a sí mismos, simplemente continuaban haciendo lo que estaban haciendo, con un ligero aumento de energía."
El documental empieza con el fotógrafo cubano Raúl Corrales Fornos mostrando algunas de sus fotografías más famosas.

## Los músicos

### Compay Segundo(Francisco Repilado)
Su apodo viene del término cubano usado para designar a los amigos y conocidos, compadre, compay, y de su suave “segunda voz” (de tono armónico bajo). Creció en Santiago de Cuba, capital provincial del Este de Cuba y cuna de lo que se conoce como la Canción cubana. En su juventud se ganó la vida en los campos de tabaco. A la edad de quince años compone su primera canción, “Yo vengo aquí”, demostrando ser desde ya un excelente guitarrista y clarinetista. Inventó su propio instrumento, el armónico, un instrumento de siete cuerdas semejante a la guitarra. Durante los años veinte y treinta toca junto a las mejores bandas cubanas de ese entonces, incluyendo la Banda Municipal de La Habana, Conjunto Matamoros y el Cuarteto Hatuey de Justa García, entre otras. En los años cuarenta gana fama como miembro del dúo Los Compadres, junto a Lorenzo Hierrezuelo. En los años cincuenta forma la banda con la que tocó hasta su muerte, acaecida en el año 2003: Compay Segundo y sus Muchachos. Falleció en su país, rodeado de toda la admiración de su pueblo cubano.

### Eliades Ochoa
Guitarrista y cantante, Eliades Ochoa comienza a tocar a la edad de seis años. Proveniente de una familia de músicos en Santiago de Cuba, en su adolescencia forma parte del circuito musical underground de la localidad. En 1978 pasa a liderar el Cuarteto Patria, un grupo que ha mantenido viva la tradición folk cubana desde 1940. Bajo su dirección la banda realiza giras internacionales. Al igual que Compay Segundo, Ochoa crea su propio tipo de guitarra para adaptarla a su estilo de interpretación.

### Joachim Cooder
Nació en 1978 en Santa Mónica, California. Inspirado por el baterista Jim Keltner, comienza a tocar la batería a la edad de cinco años. Desde entonces ha participado en una cantidad considerable de presentaciones en vivo y músicas de películas, a menudo junto a su padre Ry Cooder, y en numerosas grabaciones de estudio, como Buena Vista Social Club en 1996 y BVSC presents Ibrahim Ferrer en 1998. Joachim estudió percusión en el Instituto de Arte de California, donde formó RadioBemba, banda que mezcla música clásica y latina.

### Ibrahim Ferrer
Nació en Santiago de Cuba en 1927 y se quedó huérfano a los 12 años, y para ganarse la vida hizo de lustrabotas hasta vendedor de periódicos. Dio comienzo a su carrera al inicio de la década del cuarenta tocando en grupos oriundos de Santiago de Cuba. En la década de 1950 fue la voz principal de la banda de Pacho Alonso y también cantó para el legendario Benny Moré. Para la época de las sesiones en el club Buena Vista, Ferrer vivía en un deteriorado departamento en La Habana antigua y, como muchos de los ancianos participantes en Buena Vista, vivía semirretirado, y lustraba ocasionalmente zapatos por dinero. Falleció en 2005.

## Premios
1999 Seattle International Film Festival
- Mejor documental, Wim Wenders

1999 New York Film Critics Circle Awards
- Mejor película de no ficción

1999 National Board of Review, USA
- Mejor documental

1999 Los Angeles Film Critics Association Awards
- Mejor documental/película de no ficción

1999, Bogey Awards, Alemania
- Bogey

2000 Broadcast Film Critics Association Awards
- Mejor documental

2000 Florida Film Critics Circle Awards
- Mejor documental

2000 German Film Awards
- Mejor documental

2000 Golden Camera, Alemania
- Mejor película nacional

2000 Kansas City Film Critics Circle Awards
- Mejor documental

2000 Message to Man Film Festival
- Premio especial

2000 National Society of Film Critics Awards, USA
- Mejor documental

2000 Norwegian International Film Festival
- Mejor película extranjera del año

2000 Online Film Critics Society Awards
- Mejor documental

2001 Cinema Brazil Grand Prize
- Mejor película extranjera